# Thielaviopsis paradoxa
Thielaviopsis paradoxa es un hongo muy extendido que ataca principalmente la semilla de la caña antes de su germinación; también puede encontrarse en los retoños en crecimiento o en los tallos de las plantas ya desarrolladas. Afecta principalmente a especies como Phoenix dactylifera, Phoenix canariensis y Cocos nucífera.